# 大尤克薩河
大尤克薩河是俄羅斯的河流，屬於丘雷姆河的左支流，由托木斯克州負責管轄，河道全長120公里，流域面積2,650平方公里，流經西西伯利亞平原，河水主要來自雨水和融雪，每年十月至翌年五月結冰。